# Birgitta Haukdal
Birgitta Haukdal Brynjasdóttir, conocida artísticamente como Birgitta Haukdal, (Húsavík, 28 de julio de 1979) es una cantante pop islandesa. Conocida por su participación en el Festival de la Canción de Eurovisión 2003. 

## Biografía
Nacida en la pequeña localidad islandesa de Húsavík, donde ha vivido la mayor parte de su vida, sus padres son Brynjar y Anna Haukdal y su hermana es Silvía Haukdal. 
En noviembre de 1999, Birgitta sustituyó al vocalista de la banda Írafár, Íris Krístinsdóttir. Junto a dicha banda, publicó el sencillo "Hvar er ég?" ("¿ Dónde estoy ?") en el verano de 2000 en los recopilatorios Pottþétt 2000 y Svona er sumarið 2000, seguidos por otros dos singles, "Eldur í mér" y "Fingur"en 2001 en los recopilatorios Poppfrelsi, PottÞétt 24 y Svona er sumarið 2001. El grupo firmó un contrato con la discográfica más grande de Islandia, Skifan, en 2002, publicando su primer álbum "Allt sem ég sé" ("Todo lo que veo") en el mes de noviembre. Dicho trabajo se convirtió en el álbum más rápidamente vendido en los últimos 25 años consiguiendo llegar al disco de platino (más de 200000 copias), algo no muy usual en un país de aproximadamente 300000 habitantes.
En 2003, Birgitta consiguió hacerse con la victoria en la preselección nacional de su país para participar en Eurovisión con la canción "Segðu mér allt" ("Dímelo todo"). En el Festival de la Canción de Eurovisión 2003 celebrado en Riga alcanzó la octava posición con la versión en inglés de dicho tema, "Open your heart" ("Abre tu corazón").
Tras dicha participación, publicó un disco de versiones de villancicos islandeses y otro de canciones de su infancia (Perlur) ("Perlas"), así como dos nuevos álbumes junto a Írafár, en donde sigue siendo la voz del grupo: Nýtt upphaf (2003) e Írafár (noviembre de 2005). 
A comienzos de año, participó en el Söngvakeppni Sjónvarpsins de 2006 (la preselección nacional islandesa para participar en Eurovisión) con la canción "Mynd Af Þér" ("Una imagen de ti"). Sin embargo, no pudo conseguir el billete para representar a Islandia en Atenas. 
Está previsto que para noviembre de 2007 salga su primer disco en solitario, del que ya se conoce un sencillo, "Af Þin", que es un cover del tema "Wind of Changes" de Scorpions.